# Castellum Iabar
Castellum Iabar (łac. Diocesis Castelliiabarensis) – stolica historycznej diecezji we Cesarstwie rzymskim w prowincji Mauretania Cezarensis, zlikwidowana w VII w. podczas ekspansji islamskiej, współcześnie w północnej Algierii. Obecnie katolickie biskupstwo tytularne. 

## Biskupi tytularni
| Lp. | Biskup                | Funkcja                              | Od             | Do                |
| --- | --------------------- | ------------------------------------ | -------------- | ----------------- |
| 1   | Honorato Piazera      | biskuo koadiutor Lages (Brazylia)    | 12 lutego 1966 | 17 listopada 1973 |
| 2   | João Miranda Teixeira | biskup pomocniczy Porto (Portugalia) | 13 maja 1983   |                   |